# Haibei
Haibei (chiń. 海北藏族自治州, pinyin: Hǎiběi Zàngzú Zìzhìzhōu; tyb. མཚོ་བཡྣང་བོད་རིགས་རང་སྐྱོང་ཁུལ་, Wylie Mtsho-byang Bod-rigs rang-skyong-khul, ZWPY Cojang Poirig Ranggyong Kü) – tybetańska prefektura autonomiczna w Chinach, w prowincji Qinghai. Siedzibą prefektury jest powiat Haiyan. W 1999 roku liczyła 259 395 mieszkańców.

## Podział administracyjny
Prefektura autonomiczna Haibei podzielona jest na:
- 3 powiaty: Haiyan, Qilian, Gangca,
- powiat autonomiczny: Menyuan.